# Чемпіонат світу з кросу 1987
Чемпіонат світу з кросу 1987 був проведений 22 березня у Варшаві.
Траса змагань була прокладена на іподромі «Служевець».
Місце кожної країни у командному заліку серед дорослих чоловічих команд визначалося сумою місць, які посіли перші шестеро спортсменів цієї країни. При визначенні місць дорослих жіночих та юніорських чоловічих команд брались до уваги перші чотири результати відповідно.

## Чоловіки
| Першість | Золото | Золото                               | Срібло | Срібло                              | Бронза | Бронза                             |
| -------- | --- | ------------------------------------ | --- | ----------------------------------- | --- | ---------------------------------- |
| Особиста | Джон Нгугі Кенія | 36.07                                | Пол Кіпкоеч Кенія | 36.07                               | Поль Арпен Франція | 36.51                              |
| Командна | КеніяДжон Нгугі Пол Кіпкоеч Суме Муге Ендрю Масаї Мозес Тануї Сіса Кіраті Боніфас Меранде Семмі Ньянгінча Єзекіїль Кібівотт | 53 очки1 2 5 6 18 21 (48) (67) (123) | АнгліяДейв Кларк Карл Текері Кевін Форстер Стів Біннс Крейг Мокрі Джон Річардс Тім Гатчінгс Пол Роден Мартін Мак-Лафлін | 14610 20 22 23 33 38 (43) (46) (59) | ЕфіопіяАбебе Меконнен Хаджі Бульбула Водаджо Бульті Вольдесіласе Мількесса Феїса Мелесе Бекеле Дебеле Хабте Негеш Чала Ургессе Сеюм Негату | 1614 17 27 29 39 45 (53) (70) (96) |

| Першість | Золото                                                                                     | Золото                  | Срібло                                                                                 | Срібло               | Бронза                                                                                           | Бронза                  |
| -------- | ------------------------------------------------------------------------------------------ | ----------------------- | -------------------------------------------------------------------------------------- | -------------------- | ------------------------------------------------------------------------------------------------ | ----------------------- |
| Особиста | Вільфред Кірочі Кенія                                                                      | 22.18                   | Демеке Бекеле Ефіопія                                                                  | 22.18                | Дебебе Деміссе Ефіопія                                                                           | 22.20                   |
| Командна | ЕфіопіяДемеке Бекеле Дебебе Деміссе Алігаз Алемаєху Біделу Кібрет Арарсе Фуффа Тесфаї Даді | 19 очок2 3 6 8 (9) (63) | КеніяВільфред Кірочі Вільям Чемітеї Метью Роно Томас Осано Абель Гісемба Джозеф Отворі | 201 4 5 10 (11) (13) | ЯпоніяАябе Кендзі Йокота Йосінорі Ямамото Масакі Мацумото Хідеюкі Муракамі Рійоукі Сато Йосінарі | 7314 18 20 21 (85) (92) |

## Жінки
| Першість | Золото                                                                                         | Золото                     | Срібло                                                                                      | Срібло                 | Бронза | Бронза                  |
| -------- | ---------------------------------------------------------------------------------------------- | -------------------------- | ------------------------------------------------------------------------------------------- | ---------------------- | --- | ----------------------- |
| Особиста | Аннетт Сержан Франція                                                                          | 16.46                      | Ліз Макколган Шотландія                                                                     | 16.48                  | Інгрід Крістіансен Норвегія                                                                                    | 16.51                   |
| Командна | СШАЛінн Дженнінгс Леслі Велч-Ліхейн Мері Найслі Джанет Сміт Сью Жірар-Еберль Сабріна Дорнгефер | 46 очок4 5 14 23 (44) (53) | ФранціяАннетт Сержан Мартін Фе Анн В'яллікс-Баньєре Марія Лелю Патрісія Демії Крістін Луазо | 501 12 18 19 (25) (28) | СРСРНаталія Сороківська Ольга Бондаренко Олена Романова Марина Родченкова Світлана Ульмасова Наталія Лагункова | 5510 13 15 17 (34) (62) |

## Медальний залік
| Місце               | Країна              | Золото | Срібло | Бронза | Загалом |
| ------------------- | ------------------- | ------ | ------ | ------ | ------- |
| 1                   | Кенія               | 3      | 2      | 0      | 5       |
| 2                   | Ефіопія             | 1      | 1      | 2      | 4       |
| 3                   | Франція             | 1      | 1      | 1      | 3       |
| 4                   | США                 | 1      | 0      | 0      | 1       |
| 5                   | Англія              | 0      | 1      | 0      | 1       |
| 5                   | Шотландія           | 0      | 1      | 0      | 1       |
| 7                   | СРСР                | 0      | 0      | 1      | 1       |
| 7                   | Норвегія            | 0      | 0      | 1      | 1       |
| 7                   | Японія              | 0      | 0      | 1      | 1       |
| Загалом (9 збірних) | Загалом (9 збірних) | 6      | 6      | 6      | 18      |

## Українці на чемпіонаті
На чемпіонаті, у складі збірної СРСР, взяли участь чотири українських легкоатлети.
Єдина представниця Української РСР у складі жіночої команди — чернігівчанка Наталія Лагункова — була 62-ю на фініші жіночого забігу, а у командному заліку серед жіночих команд здобула бронзову нагороду.
У складі юніорської збірної взяли участь троє українських кросменів — Валерій Чесак з Дніпропетровська, Михайло Пужняк з Чернігова та Анатолій Димитров з Одеси. В індивідуальному заліку вони фінішували на 24, 30 та 111 місцях відповідно. У командному же заліку українські юніори посіли 8 місце у складі збірної СРСР.